# جزایر لانگرهانس
جزایر لانگرهانس (به انگلیسی: Islets of Langerhans) مناطقی درون لوزالمعده هستند که هورمون‌های گلوکاگون، انسولین، آمیلین، سوماتواستاتین، پلی‌پپتید پانکراسی و گرلین را ترشح می‌کنند و اهمیت بالایی در متابولیسم گلوکز دارند.
این سلول‌ها در سال ۱۸۶۹ توسط کالبدشناس-آسیب‌شناس آلمانی پاول لانگرهانس کشف شدند. جزایر لانگرهانس ۱ تا ۲ درصد از حجم لوزالمعده را تشکیل داده و ۱۰ تا ۱۵ درصد از جریان خون آن را دریافت می‌کنند.

## ساختار
حدود یک میلیون از این جزایر در لوزالمعدهٔ یک انسان بالغ وجود دارد که هر یک از آن‌ها به‌طور میانگین، ۰/۲ میلی‌متر قطر دارد. هر کدام از جزایر لانگرهانس، توسط کپسولی از رشته‌های نازک بافت همبند از بافت‌های دیگر لوزالمعده، جدا می‌شود.

## انواع سلول‌ها
هورمون‌های تولیدشده در جزایر پانکراس به‌طور مستقیم توسط (حداقل) پنج نوع سلول به جریان خون ترشح می‌شوند. در رَت‌ها، انواع سلول‌های درون‌ریز جزایر لانگرهانس، شامل انواع زیر هستند:
- سلول‌های آلفا (تولیدکنندهٔ گلوکاگون، ۱۵ تا ۲۰ درصد کل سلول‌ها)
- سلول‌های بتا (تولیدکنندهٔ انسولین و آمیلین، ۶۵ تا ۸۰ درصد کل سلول‌ها)
- سلول‌های دلتا (تولیدکنندهٔ سوماتواستاتین، سه تا ده درصد کل سلول‌ها)
- سلول‌های گاما یا PP (تولیدکنندهٔ پلی‌پپتید پانکراسی، سه تا پنج درصد کل سلول‌ها)
- سلول‌های اپسیلون (تولیدکنندهٔ گرلین، کمتر از یک درصد کل سلول‌ها)

نسبت سلول‌های بتا در جزایر لانگرهانس، بسته به گونه متفاوت است. این تعداد در انسان حدود 40 – ۵۰ درصد است. علاوه بر سلول‌های تولیدکننده هورمون، سلول‌های استرومایی (فیبروبلاست‌ها)، سلول‌های عروقی (سلول‌های اندوتلیال، پریسیت‌ها)، سلول‌های ایمنی (گرانولوسیت‌ها، لنفوسیت‌ها، ماکروفاژها، سلول‌های دندریتیک) و سلول‌های عصبی در جزایر لانگرهانس، وجود دارند. مقدار زیادی خون از جزایر لانگرهانس عبور می‌کند. در هر دقیقه به ازای هر ۱ گرم از جزایر لانگرهانس، 5 – ۶ میلی‌لیتر خون در آن‌ها جریان پیدا می‌کند. این میزان، تا ۱۵ برابر بیشتر از بافت برون‌ریز لوزالمعده است.
این جزایر می‌توانند از طریق ارتباط پاراکراین و اتوکراین بر یکدیگر تأثیر بگذارند و سلول‌های بتا به‌طور الکتریکی با ۶ تا ۷ سلول بتای دیگر، جفت می‌شوند، اما نه به انواع سلول‌های دیگر.

## نگارخانه

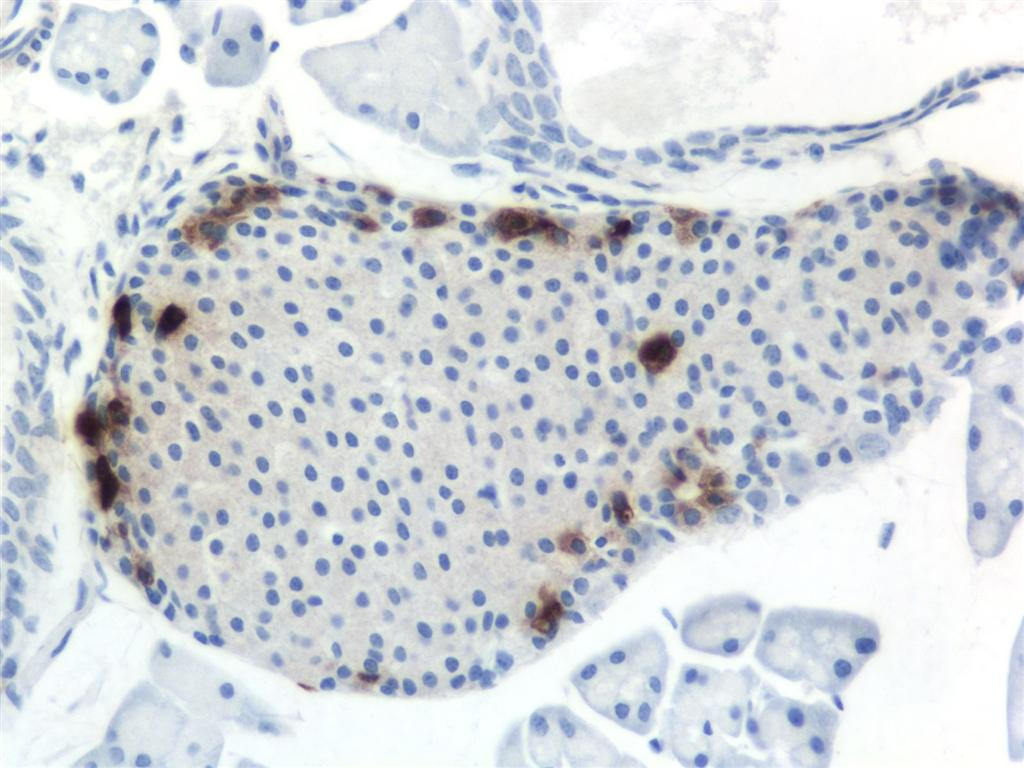
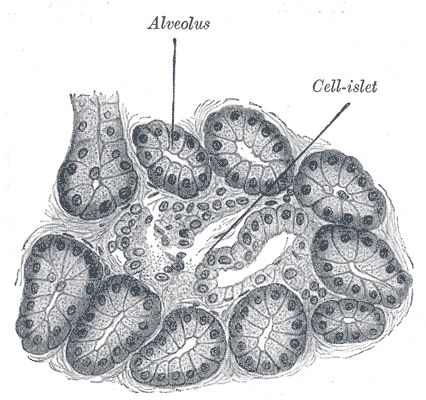